# Devyn Nekoda
Devyn Nekoda (Brantford, 12 dicembre 2000) è un'attrice e ballerina canadese, nota per il ruolo di Anika Kayoko in Scream VI.

## Biografia
Devyn è nata a Brantford, Ontario. A soli due anni, ha iniziato a prendere lezioni di ballo a Simcoe.
Il suo primo ruolo da attrice è stato in Degrassi: The Next Generation, ottenendo poi un ruolo da protagonista nella sitcom Backstage e nella serie Utopia Falls, ottiene poi un ruolo ricorrente in Ginny & Georgia.
Nel 2023, appare nel ruolo di Anika Kayoko in Scream VI.

## Filmografia

### Cinema
- Una ragazza americana - Isabelle danza sotto i riflettori (An American Girl: Isabelle Dances Into The Spotlight), regia di Vince Marcello (2014)
- Sneakerentola, regia di Elizabeth Allen Rosenbaum (2022)
- Scream VI, regia di Matt Bettinelli-Olpin e Tyler Gillett (2023)

### Televisione
- Max & Shred – serie TV, episodio 1x06 (2014)
- Degrassi: The Next Generation – serie TV, 4 episodi (2014-2015)
- The Next Step – serie TV, 2 episodi (2014-2015)
- Annedroids – serie TV, 7 episodi (2015-2016)
- The Swap, regia di Jay Karas – film TV (2016)
- Backstage – serie TV, 60 episodi (2016-2017)
- Raising Expectations – serie TV, 2 episodi (2016-2018)
- Northern Rescue – serie TV, 2 episodi (2019)
- Lo scrittore fantasma (Ghostwriter) – serie TV, episodio 1x02 (2019)
- Utopia Falls – serie TV, 10 episodi (2020)
- Grand Army – serie TV, episodio 1x05 (2021)
- Ginny & Georgia – serie TV, 6 episodi (2021)

### Cortometraggi
- Mishka, regia di Cleo Tellier (2017)

## Doppiatrici italiane
Nelle versioni in italiano delle opere in cui ha recitato, Devyn Nekoda è stata doppiata da:
- Giulia Tarquini in The Swap[1]
- Annalisa Usai in Backstage[2]
- Sara Labidi in Northern Rescue[3]
- Alice Venditti in Sneakerentola[4]
- Arianna Polidori in Scream VI[5]